# Театр балета имени Леонида Якобсона
Санкт-Петербургский государственный академический театр балета имени Леонида Якобсона (Балет Якобсона) — первый в СССР балетный театр, учреждённый отдельно от оперной труппы. Основан в 1966 году танцовщиком и балетмейстером Петром Гусевым как «Камерный балет», позже «Хореографические миниатюры». С 1969 по октябрь 1975 года коллектив возглавлял Леонид Якобсон. С 2011 года художественным руководителем театра является Андриан Фадеев.

## Адрес
- Санкт-Петербург, улица Маяковского, 15

## Здание
По этому адресу находился комплекс построек Главного управления государственного коннозаводства и Санкт-Петербургской аукционной конюшни. Главное здание, выходящее на улицу, построено в 1834—1835 годах по проекту архитектора З. Ф. Краснопевкова. Позднее к нему добавились конюшня и служебные флигели, а в 1904—1905 годах во дворе был построен круглый выводной манеж. В 1920-е гг. часть помещений комплекса была отдана под коммунальные квартиры. Кроме них в здании располагались Ленинградская государственная заводская конюшня и Северо-Западное статистическое управление. В 1972 году решениями Ленгорисполкома от 06.03.1970 и 29.05.1972 дворовые флигели и манеж были переданы в распоряжение балетной труппе «Хореографические миниатюры».
Комплекс построек Главного управления государственного коннозаводства и Санкт-Петербургской аукционной конюшни включен в Единый государственный реестр объектов культурного наследия (памятников истории и культуры) народов Российской Федерации как памятник градостроительства и архитектуры регионального значения.